# امیر کویت
امیر کویت فرمانروا و رئیس کشور و همچنین فرمانده کل قوای نیروهای نظامی کویت است. امیر کویت قدرتمندترین فرد در نظام سیاسی این کشور است. وی دارای وظایف بسیاری است که از مهم‌ترین آنها عزل و نصب مقام‌های نظامی و انتصاب ولیعهد و نخست‌وزیر کویت است.
خانواده سلطنتی حاکم بر کویت از خاندان آل صباح از قبیله بنی عتبه هستند که نخستین حاکم و بنیان‌گذار آن صباح اول بن جابر الصباح بوده‌است. امیر کنونی کویت مشعل الاحمد الجابر الصباح است.